# La zattera della Medusa
La zattera della Medusa (Le Radeau de la Méduse) è un dipinto a olio su tela (491x716 cm) di Théodore Géricault. Questo dipinto è stato realizzato nel 1818-19 (quando l'artista aveva soltanto 29 anni) ed è conservato nel Museo del Louvre di Parigi.
L'opera rappresenta un momento degli avvenimenti successivi al naufragio della fregata francese Méduse, avvenuto il 2 luglio 1816 davanti alle coste dell'attuale Mauritania, a causa di negligenze e decisioni affrettate da parte del comandante Hugues Duroy de Chaumareys che, oltre a non navigare da circa venticinque anni, non aveva una buona conoscenza di quelle acque, cosa che portò la fregata ad incagliarsi sul fondale sabbioso. Oltre 250 persone si salvarono grazie alle scialuppe; delle rimanenti 150, costrette ad imbarcarsi su una zattera di fortuna lunga 20 metri e larga 7, solamente 15 fecero ritorno a casa.
Géricault scelse accuratamente il soggetto del suo primo grande lavoro, una tragedia che stava avendo risonanza internazionale, per alimentare l'interesse di un pubblico quanto più vasto possibile e per lanciare la sua carriera. Scrupoloso e attento ai dettagli, l'artista si sottopose ad un intenso periodo di studio sul corpo umano e sulla luce, producendo moltissimi disegni preparatori, intervistando due dei sopravvissuti e costruendo un modellino del naufragio. Come aveva previsto, il dipinto una volta esposto al Salon di Parigi del 1819 generò diverse controversie, attirando in misura uguale commenti positivi e feroci condanne. Solo in seguito venne rivalutato dalla critica, che lo riconobbe come uno dei lavori destinati ad incidere di più sulle tendenze romantiche all'interno della pittura francese.
A proposito di questo capolavoro della pittura francese -è stato scritto- rimarrebbero incomprensibili le critiche che ne accompagnarono l'esordio al foyer del Teatro italiano, dove in quell'anno si teneva il Salon. "D'altra parte accade sovente che la posterità si renda appena conto di certe cecità contemporanee", ha commentato Théophile Gautier descrivendo il quadro citando Michelangelo.
Acquistata dal Louvre subito dopo la prematura morte dell'autore a trentatré anni, La zattera della Medusa, nelle sue scelte formali (la teatralità e l'intensa emotività della scena) e di contenuto (l'episodio vicino ai contemporanei dell'autore) rappresenta allo stesso tempo uno spartiacque e un punto di rottura con l'allora preponderante scuola neoclassica, tesa al perseguimento dell'ideale di razionalità ed emotività contenuta e catalizzata dalla riscoperta dell'arte greca, e un'icona del Romanticismo, arrivando a influenzare i lavori di artisti come Eugène Delacroix, William Turner, Gustave Courbet ed Édouard Manet.

## Storia

### Contesto storico
(Jonathan Miles)

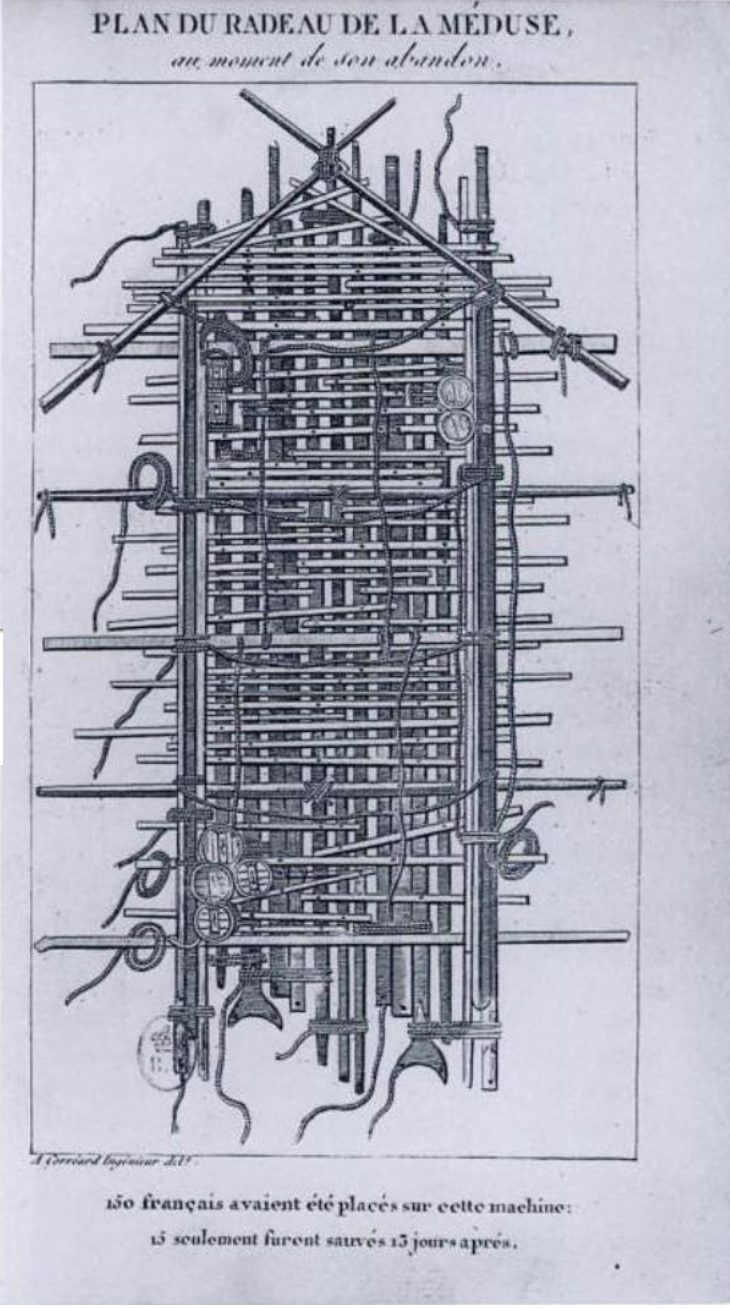
Pianta della zattera della Medusa al momento del salvataggio da parte della Argus.

Nel giugno del 1816, la fregata francese Méduse partì da Rochefort in direzione del porto di Saint-Louis, sulle coste del Senegal; con essa viaggiavano altre tre navi, la Loire, la Argus e la corvetta Écho. Hugues Duroy de Chaumareys era stato nominato capitano della fregata nonostante la scarsa esperienza di navigazione. La missione della fregata era quella di accertarsi che l'Inghilterra avesse tenuto fede al trattato di Parigi e avesse abbandonato la colonia del Senegal restituendola alla Francia. Julien-Désiré Schmaltz, insieme alla moglie Reine, era tra i passeggeri della fregata, in qualità di governatore della colonia.
Per ammortizzare i tempi e i costi, la Medusa distaccò le navi compagne e aumentò la sua velocità. A causa di ciò, il 2 luglio, si incagliò su un banco di sabbia, 160 chilometri al largo della attuale Mauritania. Furono fatti dei tentativi per disincagliare la nave, ma nessuno andò a buon fine e così, il 5 luglio, i quattrocento superstiti iniziarono il viaggio verso la costa sulle sei scialuppe della fregata. Alcuni ufficiali rimasero sulla nave, tuttavia le restanti 147 persone, eccedendo in numero, dovettero essere dirottate su una zattera di fortuna, lunga 20 metri e larga 7. Il capitano e gli altri passeggeri sulle scialuppe decisero inizialmente di trascinare la zattera, ma dopo pochi chilometri l'imbarcazione affondò parzialmente a causa del peso degli uomini, la cima si ruppe e fu abbandonata al proprio destino. Sulla zattera, 20 persone morirono già la prima notte. Al nono giorno i sopravvissuti si diedero al cannibalismo. Il tredicesimo giorno, il 17 luglio, dopo che molti erano morti di fame o si erano gettati in mare in preda alla disperazione, i superstiti vennero salvati dal battello Argus; cinque morirono la notte seguente.
Lo scandalo scoppiò il 13 settembre seguente, allorché il foglio Journal des débats pubblicò una relazione del chirurgo Henry Savigny, sopravvissuto della zattera: egli raccontava del clima di violenza e sopraffazione fra i sopravvissuti. Gli avversari del governo sottolinearono la discriminazione sofferta dai non-privilegiati e la nomina del comandante de Chaumaray, la cui negligenza è considerata la causa principale del naufragio, arrivando a generare un affare politico che coinvolse e mise in imbarazzo la monarchia francese, recentemente restaurata dopo la disfatta del 1815 subita da Napoleone.

### Ricerca e studi preparatori

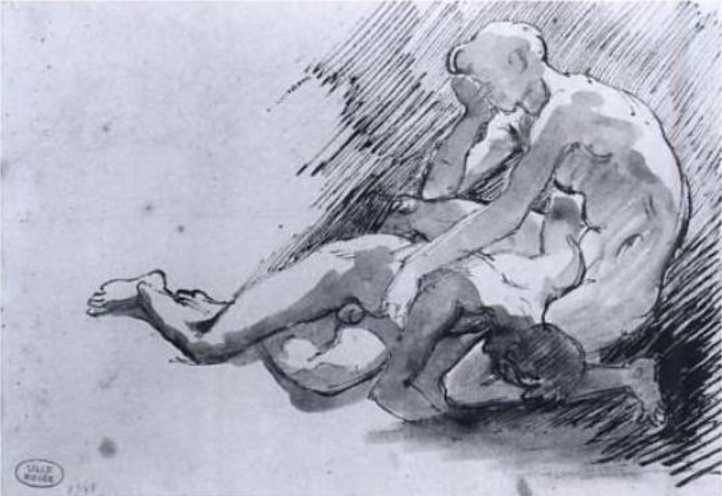
Studio per La zattera della Medusa, conservato al Musee des Beaux-Arts, Lilla. Uno dei tanti schizzi preparatori dell'artista.

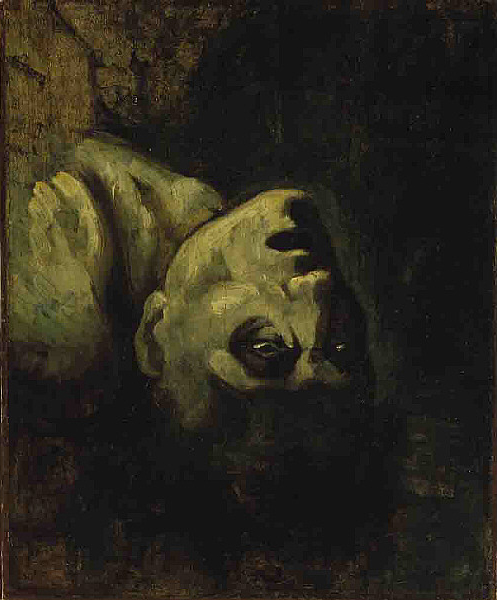
Studio di testa di un uomo affogato, utile per stabilire il colore delle pelle rimasta a lungo a contatto con l'acqua.

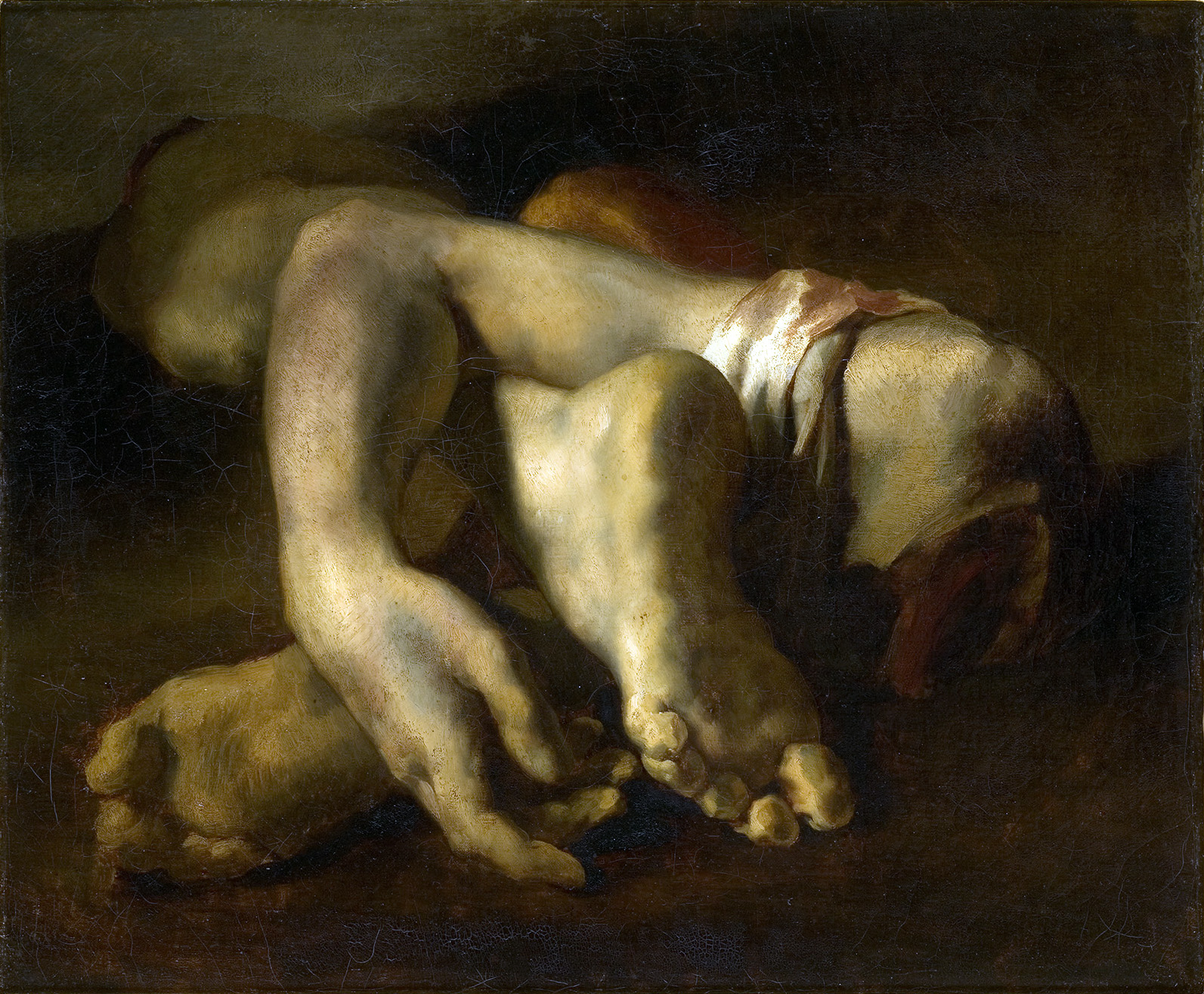
Dipinto di arti amputati, usati come modello per la resa realistica del tono muscolare dei morti.

Géricault fu affascinato dai racconti del tragico naufragio e capì ben presto come la messa su tela dell'avvenimento avrebbe potuto costituire l'opportunità di affermare la sua reputazione come pittore. All'inizio del 1818, incontrò i sopravvissuti Henri Savigny e Alexandre Corréard, i quali fornirono la descrizione emotiva della loro esperienza, ispirando l'intenso tono tragico del dipinto. Lavorò a fianco di Corréard, Savigny e il falegname della Medusa, Lavillette, per costruire un dettagliato modello in scala della zattera, usata come modello dal vero nella fase finale. Nonostante soffrisse di forti febbri, riuscì a compiere diversi viaggi sulla costa francese, in particolare a Le Havre, per assistere a tempeste e maremoti. Colse inoltre l'occasione di un viaggio in Inghilterra, attraverso la Manica, per studiare il movimento delle onde.
Ossessionato dall'accuratezza storica e con l'obiettivo di una resa verosimile della rigidità cadaverica dei marinai deceduti sulla zattera, visitò l'obitorio dell'ospedale Beaujon di Parigi, per studiare la rappresentazione del tono muscolare dei morti, arrivando a portare nel suo studio una testa, concessagli in prestito per due settimane da un manicomio, e diversi arti amputati per studiarne il processo di decomposizione e per prendere dimestichezza con il disegno dei morti.
L'ideazione del dipinto si dimostrò più lenta e difficoltosa di quanto il pittore avesse immaginato e, in particolare, la scelta del preciso momento da immortalare sulla tela fu il frutto di numerosi ripensamenti e altrettanti disegni e schizzi preparatori. Tra i momenti presi in considerazione ci fu l'ammutinamento contro gli ufficiali il secondo giorno sulla zattera, le scene di cannibalismo e il salvataggio finale. Infine, Géricault scelse di rappresentare l'episodio finale, in cui i sopravvissuti vedono all'orizzonte una nave.

### Influenze
Dal punto di vista stilistico, La zattera della Medusa fonde svariate influenze, assorbite da Géricault nei suoi numerosi viaggi in Italia e all'estero. Tra i punti di riferimento più evidenti appaiono il Giudizio universale, la volta della Cappella Sistina, entrambi di Michelangelo, e la Trasfigurazione di Raffaello, mentre l'approccio monumentale verso avvenimenti contemporanei e la maniera composta in cui è descritto l'avvistamento della nave è mutuato da Jacques-Louis David e Antoine-Jean Gros. L'illuminazione del quadro venne descritta come caravaggesca, la tensione scultorea dei corpi costituisce un retaggio classicista, così come lo è l'assenza di vestiti sui loro corpi, motivata dal desiderio di evitare «costumi non pittorici». Lo storico Richard Muther osservò: «C'è ancora qualcosa di accademico nelle figure, che non sembrano sufficientemente indebolite dalle privazioni, dalle malattie e dalla lotta contro la morte». Géricault aveva eseguito molte copie dei lavori di Pierre Paul Prud'hon, tra cui la sua opera più importante, La Giustizia e la Vendetta divina perseguitano il crimine, le cui scelte compositive influenzarono fortemente il pittore francese.
David fu una fonte d'ispirazione anche per ciò che riguarda i contenuti dell'opera. Nel 1793, David aveva dipinto un importante evento contemporaneo, in Morte di Marat, che aveva avuto un forte impatto politico durante la rivoluzione francese e servì come precedente a Géricault per dipingere un recente fatto storico. Fu colpito in uguale misura da Antoine-Jean Gros, allievo di David, il cui Napoleone visita i feriti a Jaffa (1804) concedeva importanza tanto a Napoleone quanto alle anonime figure dei soldati in agonia.
Nel XVIII secolo la trattazione pittorica dei naufragi e degli incidenti marini era diventata un vero e proprio filone artistico, accogliendo tra le proprie file artisti come Claude Joseph Vernet, in grado di ottenere una resa realistica dei colori attraverso l'osservazione diretta dell'ambiente, anticipando una delle caratteristiche dell'Impressionismo, anche attraverso metodi poco ortodossi, come farsi legare all'albero maestro di una nave per assistere a una tempesta. Il pittore John Singleton Copley aveva già creato un precedente per quanto riguardava sia i soggetti di storia contemporanea sia gli incidenti in mare, come testimoniano Watson e lo squalo (1778), in cui un uomo di colore è al centro dell'azione e il dramma è concentrato sulle figure più che sul paesaggio, e Scena di un naufragio, che ricorda la Medusa per tematica e composizione. La componente politica era stata sviscerata anche da Francisco Goya in una delle sue opere più famose, 3 maggio 1808.
Il vecchio affranto in primo piano, infine, presenta delle analogie con il personaggio di Ugolino della Gherardesca così come è presentato da Dante nell'Inferno e sembra alludere in special modo alla versione di Johann Heinrich Füssli. Una diffusa interpretazione ottocentesca del dramma di Ugolino narrata nella Divina Commedia di Dante Alighieri, infatti, lo voleva macchiato di cannibalismo verso i figli, proprio uno degli aspetti più scioccanti della tragedia della Medusa, che lo stesso Géricault aveva edulcorato attraverso vari studi preparatori molto più espliciti sulla questione rispetto al risultato finale.

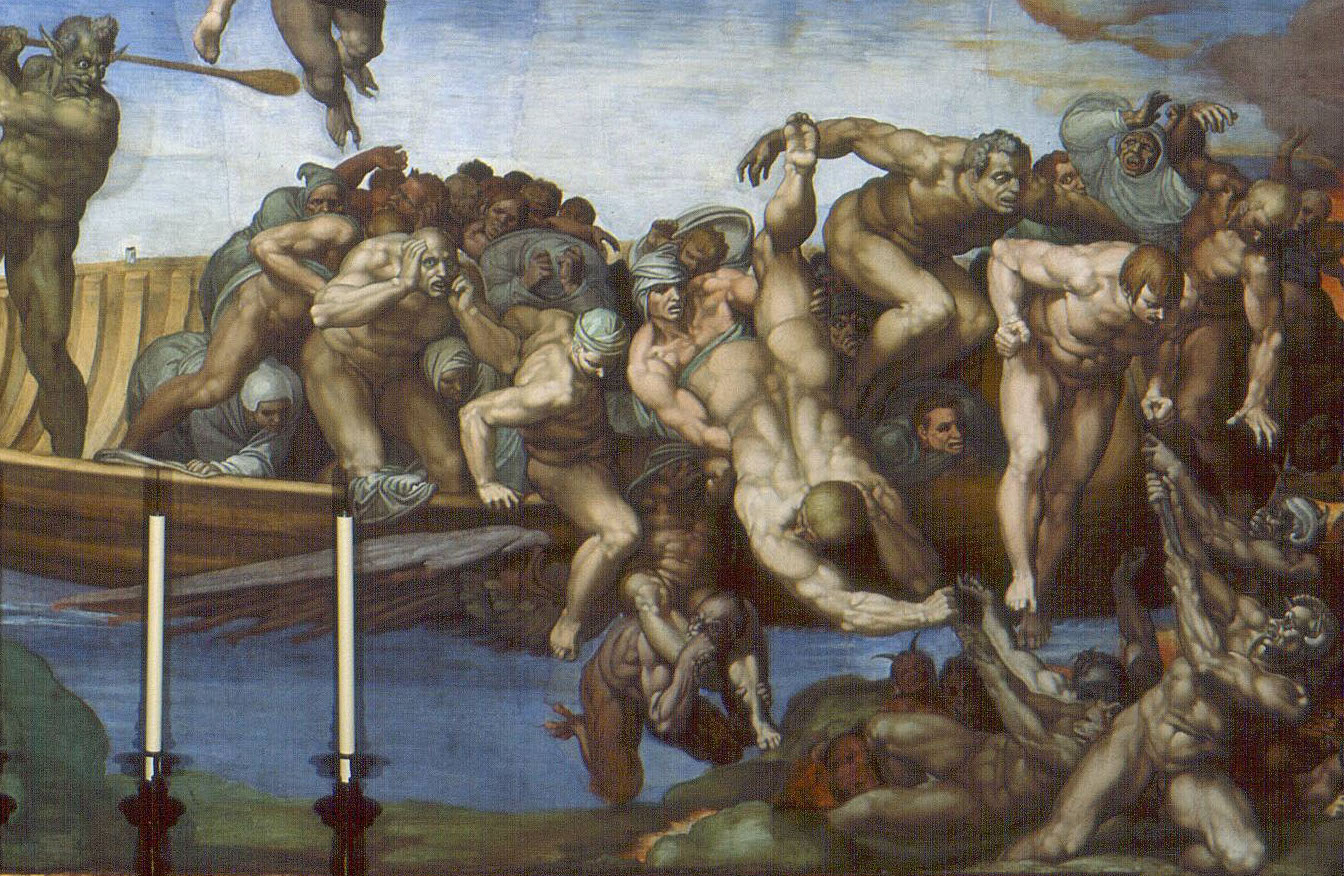
Dettaglio del Giudizio Universale di Michelangelo, nella Cappella Sistina. Géricault disse a proposito: «Michelangelo mi fece venire i brividi alla schiena, quelle anime perse che si distruggono tra di loro vanno a formare il senso di grandiosità della Cappella Sistina».

### Stesura finale
Géricault iniziò la stesura finale del dipinto nel novembre del 1818, dopo aver interrotto una relazione incestuosa con la moglie dello zio, da cui nascerà un figlio, ed essersi rasato la testa a zero. Il lavoro, che si sarebbe protratto fino al luglio dell'anno seguente, fu svolto nello studio del pittore, situato nel quartiere Faubourg du Roule, attraverso una disciplina monastica: i pasti venivano portati dalla portinaia e l'autore si concesse raramente una serata di riposo. Lui e il suo assistente, il diciottenne Louis-Alexis Jamar, con il quale ebbe un rapporto conflittuale, dormivano in una piccola stanza adiacente allo studio. Nel suo atelier ordinato, l'artista lavorava in una maniera così metodica, nel più completo silenzio, che scoprì come anche lo squittio di un topo fosse sufficiente a rompere la sua concentrazione. Trent'anni dopo il completamento dell'opera, l'amico pittore Antoine-Alphonse Montfort descrisse il periodo di stesura finale come un vero esercizio di rigore:
(Antoine-Alphonse Montfort)

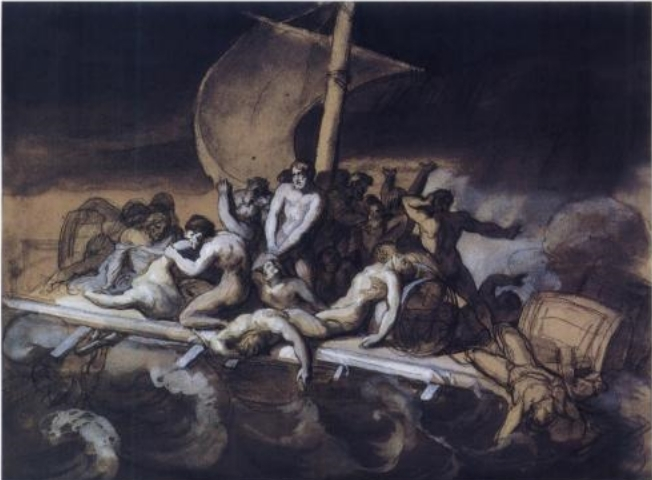
Cannibalismo sulla zattera della Medusa. Studio preparatorio in cui l'artista sperimentò una colorazione più scura e un diverso momento della tragedia rispetto a quello scelto alla fine.

Come riferimenti dal vero usò conoscenti e amici, incluso il contemporaneo Eugène Delacroix (1798–1863), sul quale modellò la figura in primo piano con il volto puntato verso il basso. Due dei sopravvissuti si intravedono in penombra ai piedi dell'albero, mentre tre naufraghi furono dipinti dal vero. Jamar posò nudo per il giovane morto in procinto di scivolare in acqua, ai piedi del quadro, e fu la base per altri due corpi.
Nonostante l'estrema fedeltà ai fatti e il lungo periodo di ricerca svolto, Géricault commise intenzionalmente degli errori, giustificati da una sorta di licenza artistica. Secondo le registrazioni ufficiali, il numero dei passeggeri al momento del salvataggio è inferiore a quello ritratto nell'opera e invece della mattinata soleggiata e delle acque calme riportate dalle cronache il giorno del salvataggio, l'autore optò per un'atmosfera di tempesta per rinforzare il dramma emotivo.
Lavorando senza sosta, l'artista completò il dipinto in otto mesi. L'intero progetto, dalle prime fasi di ricerca fino alla stesura definitiva, arrivò a occupare tre anni di gestazione.

### Accoglienza

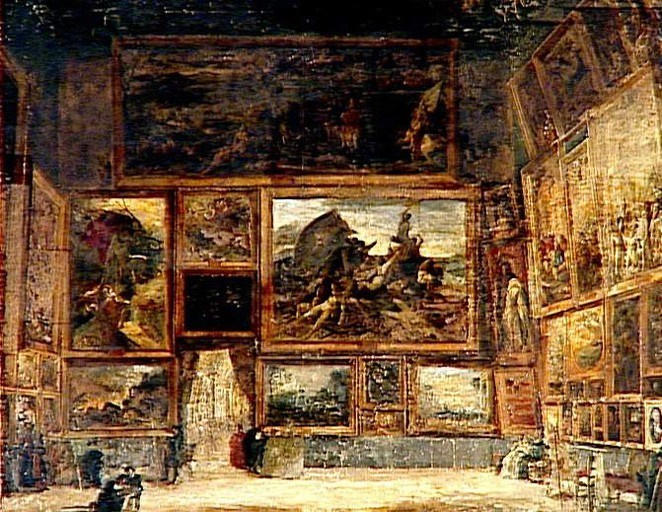
Nicolas Sebastien Maillot, La zattera della Medusa mostrata nel Salon Carré del Louvre (1831), Louvre. Il dipinto mostra l'opera di Géricault, insieme a lavori di Poussin, Lorrain, Rembrandt e Caravaggio.

La zattera della Medusa fu mostrato al pubblico per la prima volta al Salon di Parigi il 25 agosto 1819, sotto il generico titolo di Scène de Naufrage (Scena di un naufragio). L'argomento trattato era tuttavia facilmente riconoscibile dagli spettatori dell'epoca. L'esposizione, sponsorizzata da Luigi XVIII, presentava circa 1.300 dipinti, 208 sculture e numerosi oggetti di design. Luigi XVIII stesso visitò il salone tre giorni prima della sua apertura e, dando un giudizio al dipinto, affermò: «Monsieur, vous venez de faire un naufrage qui n'en est pas un pour vous» ("Signor Géricault, avete fatto un naufragio, ma non lo è di certo per voi").
I critici si divisero in due: chi rimase affascinato dall'orrore e dalla disperazione del quadro e chi espresse il proprio scontento per una tale presa di distanze dal neoclassicismo, il cui precetto di bellezza idealizzata veniva ribaltato dal crudo realismo di Géricault. Il pittore metteva in dubbio tutte le istanze dell'epoca, gli artisti iniziarono a chiedersi come potesse una materia del genere essere trasposta in un dipinto suggestivo e come potesse l'autore riconciliare arte e realtà. Marie-Philippe Coupin de la Couperie, una pittrice francese presente alla mostra, fu categorica: «Sembra che Géricault si stia sbagliando. Lo scopo di dipingere è parlare all'anima e agli occhi, non di respingerli». Non mancarono i ferventi ammiratori, tra cui lo scrittore e critico d'arte Auguste Jal, il quale apprezzò i temi politici introdotti, le sue posizioni liberali e la sua modernità. Per lo storico Jules Michelet «Tutta la nostra società è a bordo di quella zattera». Secondo il critico Karen Wilkin il quadro rappresenta «Un'accusa cinica dei malaffari della burocrazia francese post-napoleonica, molta della quale è stata reclutata pescando dalle famiglie superstiti dell'Ancien Régime», mentre Kenneth Clark, storico dell'arte britannico, disse che «La zattera della Medusa resta l'esempio più importante di un pathos romantico espresso attraverso il nudo. E l'ossessione della morte dona verità alle figure morenti e ai morti. Le premesse possono essere state ispirate dai classici, ma sono state riviste con il forte desiderio di un'esperienza violenta».

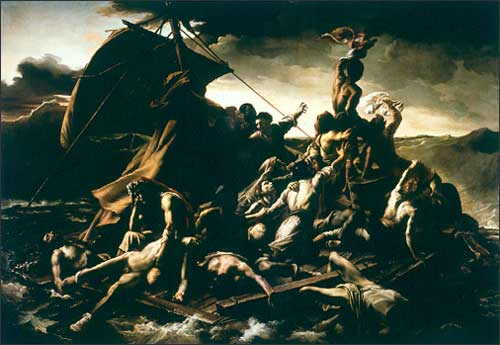
Copia ad opera di Pierre-Désiré Guillemet e Étienne-Antoine-Eugène Ronjat, 1859–60, Amiens.

Géricault cercò deliberatamente il confronto politico e artistico e i critici risposero al suo approccio a seconda delle proprie simpatie politiche verso i Borboni o verso l'ala liberale. Il punto di vista dell'artista apparve chiaro ai recensori: il quadro mostra empatia verso i naufraghi, e di conseguenza sembra schierarsi contro l'impero, facendo propria la causa anti-bonapartista dei sopravvissuti Savigny e Correard. La scelta di mettere in risalto, all'apice della composizione, l'uomo di colore fu anch'essa vista come l'espressione di una simpatia verso l'abolizionismo. Le polemiche furono controproducenti per l'artista, speranzoso di una unanime acclamazione popolare. Conclusasi l'esposizione, la giuria assegnò una medaglia d'oro al dipinto, ma non lo selezionò per la collezione stabile del Louvre. Géricault vinse invece una commissione sul soggetto del Sacro Cuore di Gesù, che l'autore offrì a Delacroix, preferendo ritirarsi in campagna, dove trascorse parte del suo tempo a riprendersi dalle fatiche e dallo stress. La Medusa, non avendo trovato un compratore, fu impacchettata e conservata nello studio di un collega.
Nel 1820 Géricault si accordò affinché il dipinto venisse esposto alla mostra londinese di William Bullock, a Piccadilly, dove fu visto da più di 40.000 visitatori. L'accoglienza a Londra fu molto più calorosa rispetto a quella di Parigi: il quadro fu acclamato come l'emblema di una nuova direzione all'interno dell'arte francese. Tra i motivi di questo successo ci fu il più felice posizionamento della Medusa, che nel Salone Carré di Parigi era stata appesa in alto, mentre a Londra la distanza ravvicinata al suolo enfatizzò l'impatto monumentale. In Inghilterra l'opera venne sfruttata anche nell'ambito dell'intrattenimento: vennero messe in scena due rappresentazioni teatrali basate sugli eventi narrati dal quadro, che di conseguenza ampliarono la fama di Géricault e del suo lavoro. Dall'esposizione di Londra Géricault guadagnò una cifra vicina ai 20.000 franchi, come percentuale sui biglietti d'entrata, una somma maggiore di quella che il governo francese gli avrebbe corrisposto se avesse venduto il dipinto. Dopo l'esperienza londinese, nel 1821 Géricault esibì la Medusa a Dublino, dove fu però accolta tiepidamente, a causa di un'esposizione rivale in cui era mostrato un panorama in movimento intitolato Il naufragio della Medusa, che all'epoca sembrava fosse stato creato sotto la supervisione di uno dei sopravvissuti al disastro.
La zattera della Medusa fu in seguito scelta dal curatore del Louvre Louis Nicolas Philippe Auguste de Forbin che l'acquistò nel 1824, lo stesso anno della morte di Géricault, in una vendita postuma attraverso l'intermediazione di Pierre-Joseph Dedreux-Dorcy, amico dell'artista, per conservarla nel museo parigino, dove è esposta nella sala dei dipinti francesi di grande dimensione. Nell'estate del 1939, Medusa fu spostato dal Louvre in previsione dell'imminente guerra. L'opera trovò dapprima una temporanea sede nelle stanze di Versailles, per poi essere custodito nel castello di Chambord, dove rimase fino alla fine della seconda guerra mondiale. A causa del deterioramento del quadro, nel 1859 il Louvre commissionò a due artisti francesi, Pierre-Désiré Guillemet e Étienne-Antoine-Eugène Ronjat, una copia da utilizzare in caso il dipinto venisse chiesto in prestito da altri musei.

## Descrizione e stile
L'opera, interamente originale, è in buono stato di conservazione. Tuttavia, a causa della sperimentazione dell'autore con il bitume, una sostanza che decade rapidamente diventando una melassa nera e creando una superficie lucida e grinzosa che non può essere rinnovata o restaurata, i dettagli nelle aree più grandi dell'opera sono difficilmente individuabili e sono andati persi nel tempo.

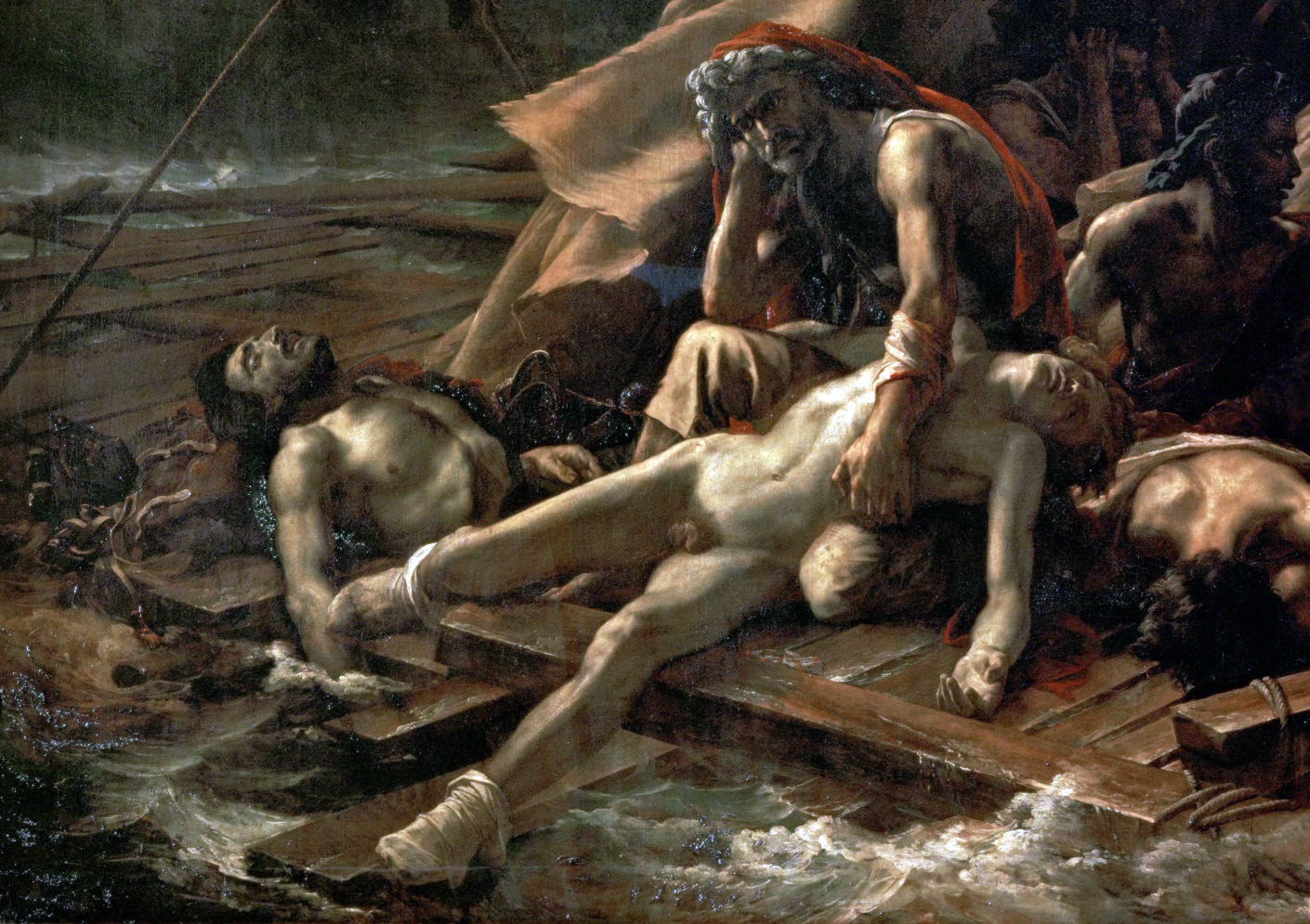
Dettaglio dei due cadaveri nell'angolo in basso a sinistra della tela.

La zattera della Medusa rappresenta il momento in cui, dopo tredici giorni alla deriva, i quindici sopravvissuti scorgono una nave, la Argus, giungere dall'orizzonte. Secondo una recensione dell'epoca, l'opera coglie «Il momento in cui la rovina della zattera può dirsi completa». Le dimensioni del dipinto, 491 x 716 cm, furono scelte in modo che la maggior parte delle figure fossero in scala reale, mentre quelle in primissimo piano fossero il doppio della loro grandezza naturale, dando quindi il senso di spinta verso l'esterno e verso lo spettatore, che viene trascinato di peso direttamente nell'azione. La didascalia sulla cornice recita: «L'unico eroe in questa toccante storia è l'umanità».

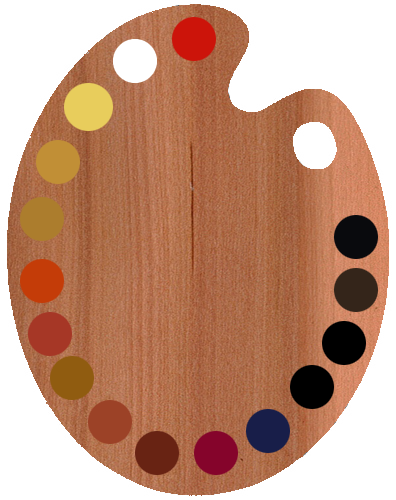
I sedici colori principali usati da Géricault.

La zattera è popolata dai sopravvissuti al tragico incidente. Un vecchio in primo piano regge sulle ginocchia le spoglie del figlio deceduto, un altro irrompe in lacrime di frustrazione e sgomento. Un ammasso di corpi occupa la parte inferiore del dipinto, in attesa di essere trasportati via dalla corrente. Gli uomini al centro, invece, hanno appena scorto la Argus e uno di loro, l'africano Jean Charles, si erge su una botte vuota, sventolando freneticamente il suo fazzoletto nel tentativo di attirare l'attenzione della nave.
La composizione pittorica del quadro è costruita su due strutture piramidali. Il perimetro della prima e più larga piramide, a sinistra, è costituito dalla base stessa della zattera, mentre la seconda, di misura minore, si sviluppa dal gruppo di sagome morte in primo piano, che formano anche la base da cui emergono i sopravvissuti, intenti a stagliarsi il più alto possibile per richiamare la nave, convogliano verso il picco emotivo costituito dalla figura centrale che sventola il panno. L'attenzione dell'osservatore è dapprima catturata dal centro della tela, per poi seguire il flusso dei corpi dei sopravvissuti, inquadrati di schiena e tendenti verso destra. Come ebbe a dire lo storico dell'arte Justin Wintle: «Un ritmo lineare ci conduce dai morti nell'angolo sinistro del quadro ai vivi del vertice destro». Altre due linee diagonali furono usate per aumentare la tensione drammatica. Una, infatti, segue l'albero maestro e i tiranti, spostando l'attenzione dell'osservatore verso le minacciose onde della tempesta, l'altra, composta dai corpi dei naufraghi ancora vivi, si protrae verso la silhouette della Argus.
La tavolozza di Géricault, composta da toni pallidi per i corpi dei naufraghi, colori fangosi e scuri per i loro vestiti, il mare e il cielo, comprende vermiglione, bianco, giallo Napoli, quattro diversi tipi di ocra, due sfumature di terra di Siena, carminio, blu di Prussia, pesca-arancio, terra di Cassel e bitume. Nel complesso, il dipinto è dominato da una tonalità scura e tetra, affidata all'uso di pigmenti tendenti al marrone, che secondo l'autore erano efficaci nel suggerire il sentimento di dolore e tragedia. All'orizzonte la Argus, la nave che trarrà in salvo i superstiti, è illuminata da una luce più chiara e questo fornisce all'intera scena una luminosità che rinvigorisce e accende l'occhio dello spettatore, altrimenti offuscato dai vari toni del marrone. A questo contribuisce anche il mare, realizzato in un verde intenso, invece del tradizionale blu scuro, che avrebbe sminuito il contrasto con la zattera e i suoi passeggeri.

## Tecnica
Géricault dipinse con pennelli molto piccoli e con colori a olio particolarmente viscosi, che si asciugavano in una notte, dandogli pochissimo tempo per effettuare modifiche o ripensamenti, con una similarità assimilabile a quella dell'affresco, dove molti pochi possono essere i "pentimenti". Per mantenere le tonalità di colore il più pure possibile tenne i colori fisicamente separati l'uno dall'altro. La tavolozza consiste in tonalità intense, fortemente espressive, per la maggior parte scure; è presente, oltre ai colori, anche del bitume, che fu una sorta di esperimento per il pittore, il quale lo adoperò per la consistenza sulla tela simile al velluto. Rifiutando la tradizionale maniera di messa su tela di un dipinto, che prevede un lavoro globale sull'intera composizione, preferì posizionare i modelli e le figure una alla volta, disegnarla, dipingerla e, soltanto dopo averla ultimata, passare alla successiva. La concentrazione sui singoli elementi individuali diede così al lavoro un senso di teatralità e una fisicità scioccante.

## Retaggio
(Eugène Delacroix)

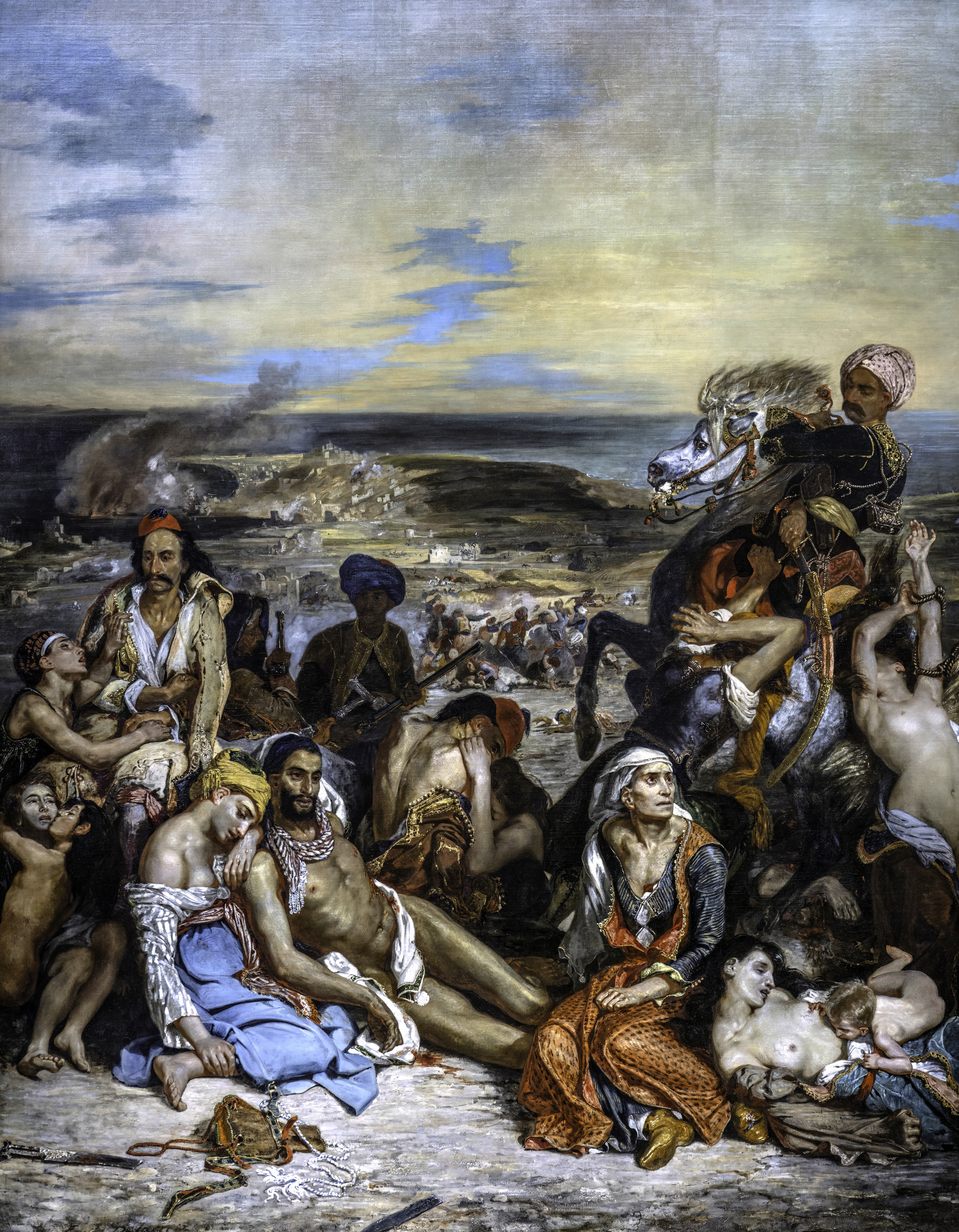
Eugène Delacroix, Il massacro di Scio (1824). Il dipinto presenta forti debiti nei confronti di Géricault e fu completato nel 1824, l'anno della sua morte.

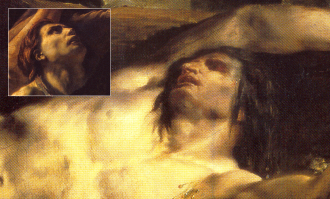
Le influenze di Géricault su Delacroix sono visibili in questo particolare de La barca di Dante, che riprende lo stile fortemente emotivo della Medusa.

Nel mostrare una spiacevole e dolorosa verità, La zattera della Medusa segnò l'inizio dell'arte romantica e gettò le fondamenta per una rivoluzione estetica contro l'allora predominante stile neoclassico. Nonostante la resa dei corpi e le grandi dimensioni rimandino alla scuola neoclassica e ai dipinti a soggetto storico, il soggetto, l'illuminazione, e la forte emotività contrastante infusa nel dipinto rappresentarono un significativo cambio di tendenze artistiche, creando una netta separazione da tutto ciò che l'aveva preceduto. Il quadro manca volutamente di un eroe, qui rimpiazzato da persone comuni, e l'unica motivazione che muove i naufraghi è la sopravvivenza. Per Christine Riding, il lavoro mostra «la fallacia della speranza e della sofferenza inutile, e nel peggiore dei casi, l'istinto umano basilare di sopravvivere, che aveva soppiantato tutte le considerazioni morali e gettato l'uomo civilizzato nel barbarismo». Secondo Hubert Wellington, autore di The Journal of Eugène Delacroix, la parabola del neoclassicismo era da tempo giunta al termine e con Jacques-Louis David, il suo principale interprete locale, costretto all'esilio in Belgio, erano rimasti soltanto i suoi allievi a portare avanti la tradizione neoclassica, producendo immagini di incredibile freddezza.
La drammatica composizione di Géricault, con i suoi toni contrastanti e i gesti non convenzionali, stimolarono Delacroix a seguire il primo impulso creativo, sperimentando le novità introdotte dall'amico e collega nel dipinto del 1822 La barca di Dante, e successivamente in La Libertà che guida il popolo e Il massacro di Scio, che riprendono entrambi la struttura piramidale e i temi della Medusa. Lo storico dell'arte Albert Elsen scrisse che Medusa e Il massacro di Scio fornirono dei riferimenti per la monumentale scultura La porta dell'inferno di Auguste Rodin: «Medusa fu una delle opere che obbligarono Rodin a confrontarsi con un lavoro di grande misura su delle vittime innocenti di tragedie politiche. Rodin era stato ispirato a rivaleggiare con il Giudizio Universale di Michelangelo, ma aveva sicuramente la Zattera di Géricault davanti a lui ad incoraggiarlo». Perfino Gustave Courbet, appartenente alla corrente del Realismo, citò la Medusa attraverso l'uso di tele di grandi dimensioni e nel desiderio di rappresentare gente comune, eventi politici e luoghi appartenenti alla vita di ogni giorno.

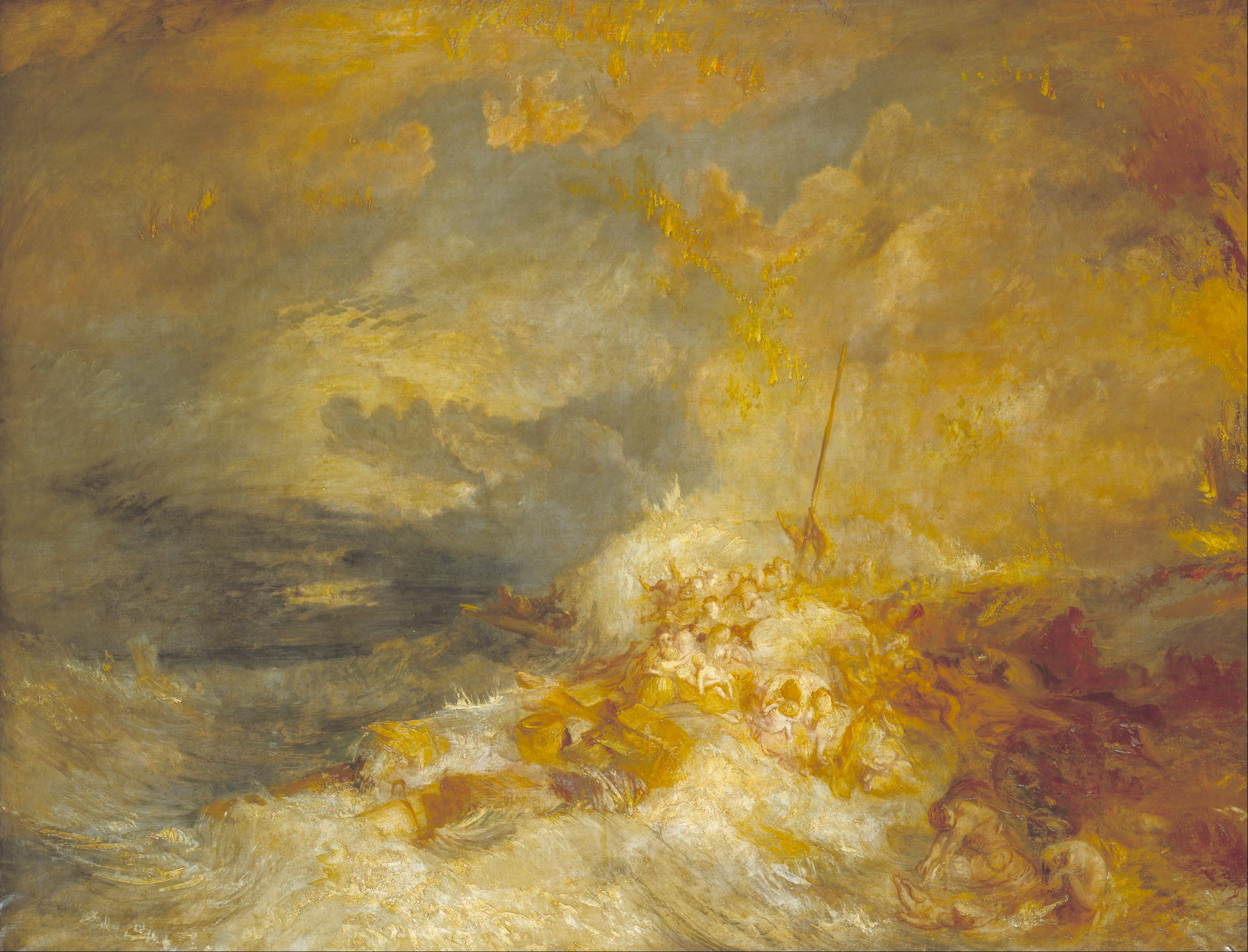
Molte delle opere di William Turner riprendono il tema del naufragio, declinandolo attraverso il solo uso del colore e della luce.

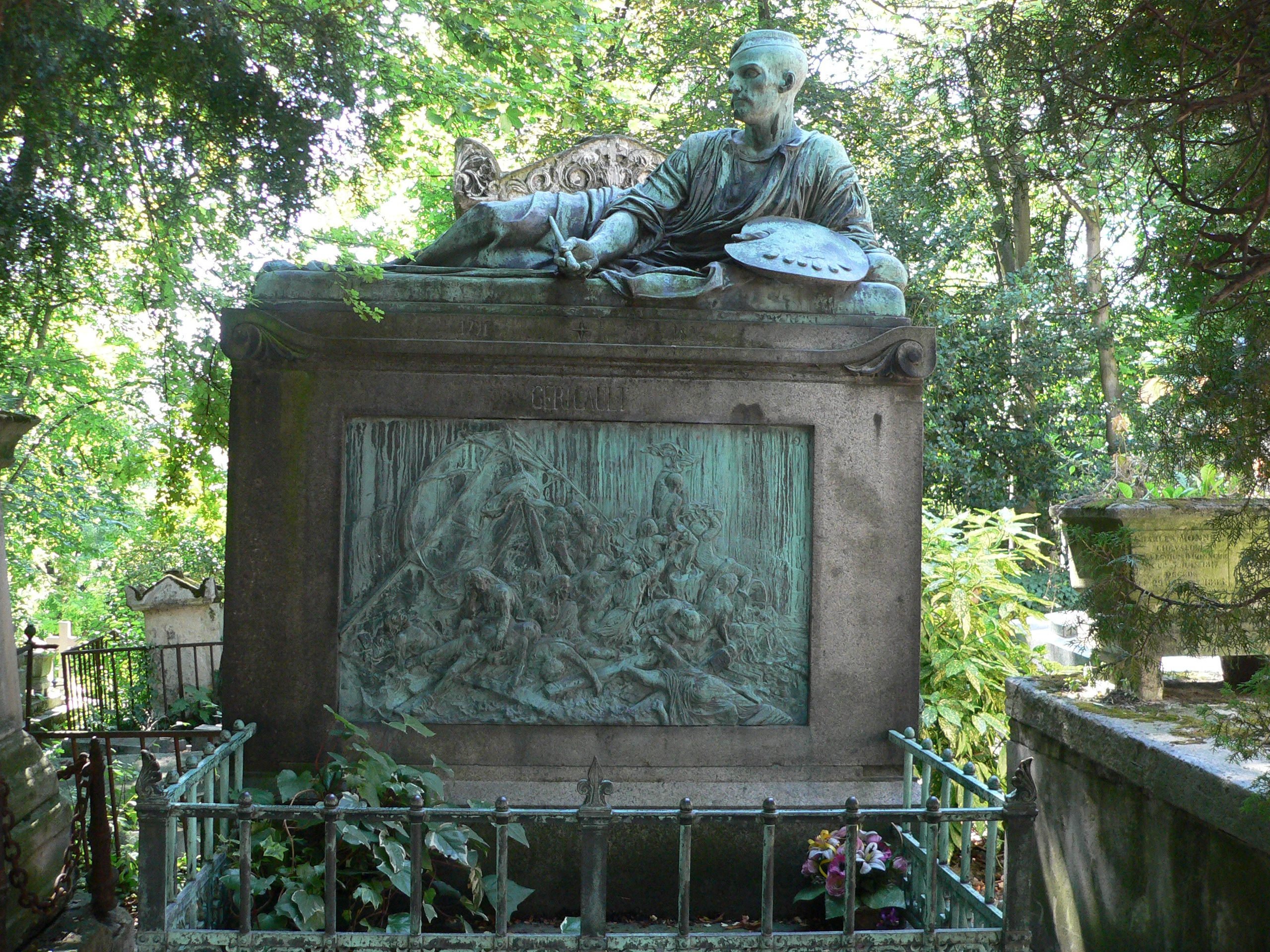
La tomba di Géricault, a Parigi, ritraente La zattera della Medusa.

La zattera della Medusa influenzò anche molti pittori al di fuori della Francia. Francis Danby, un artista inglese nato in Irlanda, definì l'opera di Géricault «La più bella immagine e il dipinto storico più grande che io abbia mai visto», mentre William Turner si ispirò al tema del disastro in mare per molte delle sue opere in cui sperimentò l'uso del colore e della luce. Turner riprese anche la tematica abolizionista in The Slave Ship (1840). Tra il 1826 e il 1830 l'artista statunitense George Cooke creò una copia di dimensioni ridotte del dipinto, che fu mostrata in varie città della nazione, tra cui Boston, Filadelfia, New York e Washington, tra lo scalpore generale. I critici applaudirono l'opera, che ispirò canzoni, rappresentazioni teatrali e libri per bambini. Dopo essere stata comprata dall'ammiraglio Uriah Phillips, venne donata da quest'ultimo nel 1862 alla New York Historical Society, dove fu erroneamente attribuita a Gilbert Stuart. L'errore fu corretto soltanto nel 2006, quando un'indagine a cura della storica dell'arte Nina Athanassoglou-Kallmyer, insegnante all'università del Delaware, rivelò la cattiva catalogazione del dipinto. The Gulf Stream (1899), conservato nel Metropolitan Museum of Art, dello statunitense Winslow Homer, fa uso della stessa composizione de La zattera della Medusa: un vascello danneggiato circondato da pericoli e minacce, un uomo di colore al centro della scena e una nave all'orizzonte che riecheggia la Argus di Géricault. Anche vari artisti del Novecento hanno mostrato interesse per l'opera di Géricault, come lo scultore americano John Connell, che, coadiuvato dal pittore Eugene Newmann, realizzò negli anni novanta il Raft Project, ricreando lo scenario di Géricault con sculture in scala 1:1 di legno, carta e catrame, sistemati su una larga zattera di legno.
Oltre all'arte, anche la letteratura e il cinema si sono più volte ispirate alla Medusa: ne L'ammazzatoio, Émile Zola cita più volte il dipinto e ne fornisce una concisa analisi, Alessandro Baricco lo racconta, in modo romanzato, nel libro Oceano mare (1993), mentre una delle avventure di Tintin di Hergé, Coke in stock (Coke en stock), del 1958, richiama nel corso della storia il quadro francese. Tra le opere cinematografiche che attingono alla Medusa, vi sono il film del 1994 di Iradj Azimi, Zattera della Medusa e la commedia d'avventura Asterix e Obelix - Missione Cleopatra (2002) adatta una gag dal fumetto Asterix legionario in cui dei pirati citano il dipinto di Géricault dopo l'affondamento della loro nave. Diventato ben presto un'immagine iconica, il dipinto è stato utilizzato dalla band irlandese The Pogues come copertina per il disco Rum, Sodomy, and the Lash, solo che i volti sono stati sostituiti dai componenti del gruppo musicale mentre i tedeschi Ahab, band funeral doom metal, l'hanno usata per il loro disco The Divinity of Oceans e i Great White l'hanno invece scelta come front cover per Sail Away (1994). Un bassorilievo in bronzo dell'opera forgiato da Antoine Étex, infine, adorna la tomba di Géricault al cimitero di Père-Lachaise a Parigi.
La cantante rock italiana Alteria ha usato questo quadro per la realizzazione del videoclip di "Protection". La tela viene citata e poi mostrata nel film Nureyev - The White Crow di Ralph Fiennes, film nel quale una scena mostra il giovanissimo Nureev attendere l'apertura mattutina del Museo del Louvre per poter ammirare l'opera.